# Wayne Dyer
Dr. Wayne Dyer (n. 10 mai 1940, Detroit, Michigan — d. 29 august 2015, Comitatul Maui, Hawaii) a fost un psiholog, educator și scriitor american. În 1976 a publicat cartea Zonele tale eronate (Your Erroneous Zones) care s-a vândut în peste 30 milioane de exemplare. Este unul dintre cei mai celebri autori și conferențiari americani pe teme „motivaționale”. De altfel, multă lume îl consideră „părintele motivației” și totodată inițiatorul mișcării de „self-development” sau „self-empowerment” (autodezvoltare psihologică) din SUA.
Dyer, care deține un doctorat în consiliere și psihoterapie obținut la universitatea Wayne State, a statului Michigan, a predat la universitatea St. John's din New York și spitalul universitar din cadrul Cornell University Medical College. Pe lângă activitatea sa de conferențiar și profesor, este autorul a peste 20 de cărți și articole de specialitate, precum și al unor programe audio și video. Dyer a apărut în peste 5 200 de programe de radio televiziune, printre care Oprah și „The Tonight Show”. Articolele sale au apărut in multe publicații, printre care Reader's Digest și Harper's Bazaar. În 1985 a publicat articolul A Letter to the Next Generation în revista Time. Dr. Wayne Dyer a primit premiul Golden Gavel fiind considerat conferențiarul anului din partea Toastmasters International în 1987.
Atunci când nu călătorește pentru a-și transmite mesajul, scrie de la resedința sa din Maui, Hawaii. Printre aparițiile sale editoriale se numără: „Pulling Your Own Strings”, „Everyday Wisdom” și „You'll See It When You Believe It”. Cinci dintre cărțile sale, printre care și Puterea intenției (The Power of Intention) au făcut obiectul unor programe speciale ale Televiziunii Publice Naționale (în original, National Public Television) din Statele Unite.